# Jerzy Nowacki (matematyk)
Jerzy Paweł Nowacki (ur. 24 listopada 1947 w Gdańsku) – polski matematyk, doktor habilitowany nauk technicznych, od 1994 rektor Polsko-Japońskiej Akademii Technik Komputerowych.

## Życiorys
W 1965 ukończył XIV Liceum Ogólnokształcące im. Klementa Gottwalda w Warszawie, a w 1970 studia na Wydziale Matematyki i Mechaniki Uniwersytetu Warszawskiego. W 1976 na podstawie pracy zatytułowanej Dyslokacje i dysklinacje w ośrodku Cosseratów w Instytucie Podstawowych Problemów Techniki PAN uzyskał stopień doktora nauk technicznych. W 2012 uzyskał stopień doktora habilitowanego nauk technicznych.
W latach 1973–1993 był pracownikiem naukowym IPPT Polskiej Akademii Nauk. Brał udział w powołaniu w 1994 stołecznej Polsko-Japońskiej Wyższej Szkoły Technik Komputerowych, objął stanowisko rektora tej uczelni. Został również profesorem tej szkoły (przekształconej w akademię). Członek m.in. Polskiego Towarzystwa Mechaniki Teoretycznej i Stosowanej oraz Polskiego Towarzystwa Zastosowań Elektromagnetyzmu, którego w latach 1992–1997 był prezesem.
Jego ojcem był Witold Nowacki. Był mężem Izabeli Jarugi-Nowackiej. Jego córką jest Barbara Nowacka.

## Odznaczenia
Odznaczony m.in. Krzyżem Kawalerskim (2001) i Komandorskim (2011) Orderu Odrodzenia Polski, a także japońskim Orderem Wschodzącego Słońca III klasy (2008).